# Francis Barrett
Pour les articles homonymes, voir Barrett.
Francis Barrett (né à Londres vers 1770-1780, mort après 1830) est un occultiste anglais.

## Biographie
Bien que nous disposions de peu de données biographiques, il semble certain que Barrett fut un étudiant en chimie, en magie et en philosophie occulte. Il est surtout connu pour ses traductions de traités kabbalistiques et pour avoir donné des leçons dans les arts magiques.
Son œuvre principale - et presque unique - est The Magus, publié à Londres en 1801 et qui n'aura que peu d'influence sur son milieu avant d'être remarqué par l'occultiste Éliphas Lévi.
The Magus (en) traite de la magie naturelle des herbes et des pierres, de magnétisme, de magie talismanique, d'alchimie, de numérologie, et dresse la biographie des principaux adeptes de l'hermétisme. Il se présente en fait comme une réécriture de la traduction anglaise de Turner du De occulta philosophia de Cornelius Agrippa, avec d'autres éléments provenant de sources magiques médiévales ou de la Renaissance (dont Pietro d'Abano).

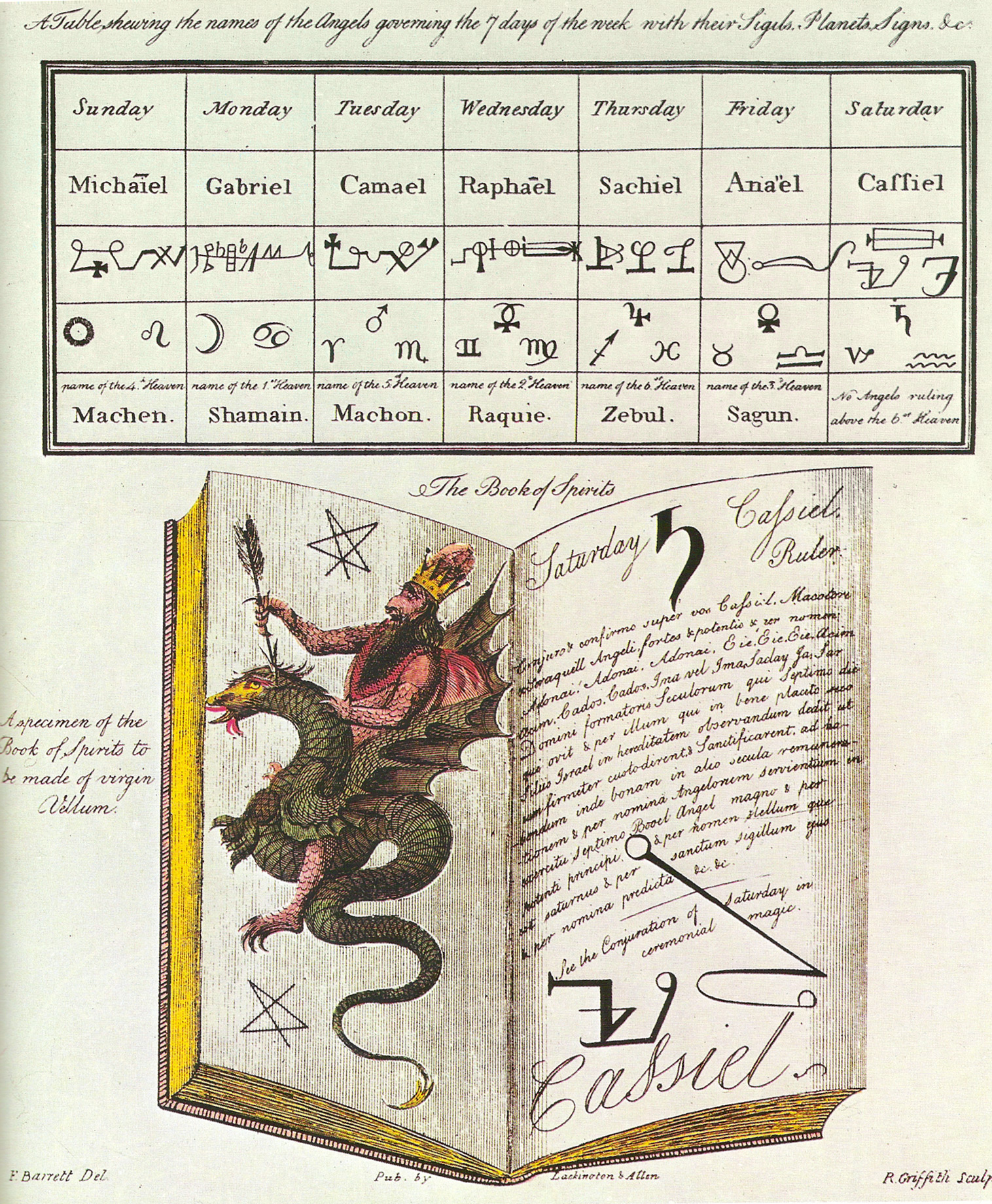
Gravure de The Magus (1801) : Les sept esprits planétaires et le livre des esprits.

Bien que la vie de Barrett reste mystérieuse, l'impact de son ouvrage The Magus sur le développement des enseignements de l'Ordre hermétique de l'Aube dorée et d'Éliphas Lévi demeure important et incontournable, ne serait-ce que pour avoir mis à la disposition des étudiants anglais d'alors un matériel difficile d'accès. 